# Galgate (stacja kolejowa)
Galgate – nieistniejąca stacja kolejowa w Galgate w hrabstwie Lancashire w Anglii. Stacja była czynna od 1840 do 1 maja 1939; miała ona 2 perony.